# Smíšený jazyk
Smíšený jazyk je jazyk, který mísí prvky dvou nebo více jazyků. Tyto jazyky vznikají v oblastech, kde se mluví více jazyky, nebo vznikají jako jazyky obchodníků. Někdy mohou tyto jazyky zkreolizovat, jako u jazyka wutun, který vznikl smísením čínštiny a bonanu. Někdy mohou smíšené jazyky vycházet ze stejných jazyků, ale lišit se od sebe. Takto tomu došlo u jazyků suržyk a balačka, oba tyto jazyky vznikly smísením ruštiny a ukrajinštiny, přesto se od sebe velmi liší. Většinou smíšené jazyky vzniknou smíšením dvou jazyků, někdy to však může být i více, jako u jazyka qoqmončaq, který vznikl smísením tří jazyků, kazaštiny, mongolštiny a evenštiny. U některých jazyků nelze určit, zda to jsou smíšené jazyky nebo pidžiny, jedním z takových jazyků je broome pearling lugger pidgin.

## Příklady smíšených jazyků
- Portuñolština, směs španělštiny a portugalštiny. Používá se v jižní Brazílii a Uruguayi.[5]
- Russenorsk, mrtvý jazyk, směs ruštiny a norštiny, dříve se jím mluvilo v severním Norsku, na poloostrově Kola a na Špicberkách.[6]
- Západní polesština, směs běloruštiny a ukrajinštiny.[7] Byl ovlivněn polštinou
- Belgranodeutsch, mix španělštiny a němčiny, používá se v Buenos Aires.[8]
- Kapadocká řečtina, mix řečtiny a turečtiny.[9]
- Jopará, směs guaranštiny a španělštiny, jeden z nejrozšířenějších jazyků Paraguaye.[10]
- Kallawaya, jazyk bolivijských léčitelů, mix kečuánštiny a puquiny.